# Белый вертолёт
Белый вертолёт (латыш. Baltais helikopters) — спектакль Алвиса Херманиса о папе Бенедикте XVI. Главную роль сыграл Михаил Барышников. Постановка Нового Рижского театра. Автор сценографии и костюмов Кристине Юрьяне.
Сюжет повествует об отречение Бенедикта XVI от престола в 2013 году. Решение Бенедикта XVI стало полной неожиданностью для общественности, в современной истории до этих пор не было случаев, чтобы папа оставлял престол иначе как после собственной смерти.
Спектакль мультилингвальный — герои переходят с итальянского на латынь, с английского на немецкий. Перевод на русский язык осуществляет литератор Сергей Тимофеев, а на латышский — актер Гундарс Аболиньш.
На основе постановки Алвисом Херманисом был снят фильм Белый вертолёт.

## Рецензии
- Dr. Philol Agnese Irbe. Baltā sutana // SATORI. — 2019. — 25 novembra. — Дата обращения: 13.11.2021.
- Kitija Balcare. Piezīmes par JRT izrādi «Baltais helikopters»: Atlūgum // LSM. — . — Дата обращения: 13.11.2021.
- Андрей Шаврей. «Белый вертолет» с Барышниковым – «Кому нужна истина, мой милый?» // LSM. — 2019. — 22 ноября. — Дата обращения: 13.11.2021.
- Марк Яковлев. Высота полёта «Белого вертолёта» Херманиса с Барышниковым на борту // Этажи. — 2020. — 19 февраля. — Дата обращения: 13.11.2021.
- Una Ulme. «Белый вертолет» приземлился. Стоил ли он вызванного ажиотажа? Размышления простого зрителя о новом спектакле с Михаилом Барышниковым // Jauns. — 2019. — 22 ноября. — Дата обращения: 13.11.2021.
- Maija Svarinska. Zināt nevar, bet var ticēt. Izrādes Baltais helikopters recenzija // DIENA. — 2019. — 30 novembra.